# Kuranah-Jurjah
Kuranah-Jurjah (rus. Куранах-Юрях ili Кураанах-Юрэх; jakutski: Кураанах Үрэх, Kuraanax Ürex) je rijeka u ruskoj republici Jakutiji. Jedna je od najvećih pritoka Omoloja. Rijeka je duga 203 km (279 km zajedno s Nyolu), s površinom porječja od 7,520 km2. Donji dio toka poznat je i kao Altan.
Kuranah-Jurjah teče sjeverno od Arktičkog kruga, preko pustih područja tundre u Istočnosibirskoj nizini. Njeno porječjese proteže kroz Ust-Janski i Bulunski rajon.

## Tok rijeke
Kuranah-Jurjah je lijevi pritok Omoloya. Ima svoje izvore na istočnim padinama planinskog lanca Orulgan u sustavu Verhojanskog gorja. Rijeka teče otprilike prema sjeveroistoku preko planinskog terena, omeđenog na istoku Sietindenskim grebenom, a zatim ide prema istoku duž široke doline. Kako se spušta u poplavnu ravnicu Istočnosibirske nizine, opet skreće u smjeru sjeveroistoka, teče polako među jezerima i dijeleći se u splet riječnih kanala. Konačno se Kuranah-Jurjah ulijeva u Omoloy kao lijevi pritok, 279 km od ušća Omoloja. Ušće je 89 km uzvodno od ušća Arga-Jurjaha. Najbliže naseljeno mjesto je Namy, smješteno uzvodno od njenog ušća u Omoloj.
Glavni pritoci Kuranah-Jurjah su Njolu (duga 77 km) i Seimčan (88 km) s desne strane, kao i Kuobahčan (48 km) i Istanah (46 km) s lijeve strane. Rijeka je zaleđena između početka listopada i početka lipnja. U njegovom bazenu nalazi se više od tisuću jezera.

## Vanjske poveznice
|  | Zajednički poslužitelj ima još gradiva o temi Kuranah-Jurjah |

- Ribolov i turizam u Jakutiji